# آریا برانکا (سرژیپه)
آریا برانکا (به پرتغالی: Areia Branca) یک منطقهٔ مسکونی در برزیل است که در سرژیپه واقع شده‌است. آریا برانکا ۱۴۸٫۱۳ کیلومتر مربع مساحت و ۱۸٬۶۸۶ نفر جمعیت دارد و ۱۹۳ متر بالاتر از سطح دریا واقع شده‌است.